# 普丰施塔特
普丰施塔特（德語：Pfungstadt，發音：[ˈpfʊŋˌʃtat] ⓘ）是德国黑森州达姆施塔特行政区达姆施塔特-迪堡县的城市，面积42.54平方千米，2023年12月31日人口为25,299人。